# Instrumentatieleer
Instrumentatieleer omvat het totaal aan kennis op het gebied van muzikale instrumentatie en orkestratie.
Onderscheiden worden:
- Kennis van muziekinstrumenten, de organologie
  - Mogelijkheden en onmogelijkheden van diverse instrumenten
  - Ambitus
  - Speelbaarheid

- Kennis van het effect van combinaties van instrumenten
  - Consonantie
  - Dissonantie
  - Klankversterking door verdubbeling of parallel zetten van stemmen
  - Interferentie tussen verschillende tonen
  - Timbre
  - Ligging van individuele stemmen